# カサハラテツロー
カサハラ テツロー（1967年 - ）は、日本の漫画家、イラストレーター。男性。東京芸術大学美術学部絵画科日本画専攻卒業。
1993年、児童誌にてデビュー。大胆な画面構成とスピード感のある描写を得意とする。代表作にアニメ化された『RIDEBACK』など。

## 作品リスト

### 単行本（コミック）
- 空想科学エジソン（『月刊コミックバーズ』2000年8月号 - 2002年6月号、バーズコミックスデラックス、全3巻）
  - 初期の物語は、柳田理科雄が原作を担当していた。
- ヴァイスの空（原作：あさりよしとお、『4年の科学』2002年4月号 - 2003年3月号、ノーラコミックスデラックスおよびCR COMICS、全1巻）
- RIDEBACK- ライドバック-（『月刊IKKI』2003年6月号 - 2009年1月号、IKKI COMIX、全10集）
- スコペロ（『月刊コミックフラッパー』2008年6月号 - 2010年2月号、MFコミックス フラッパーシリーズ、全3巻）
- タンデムLOVER（百合アンソロジーコミックス『つぼみ』Vol.5 - 9、まんがタイムKRコミックス つぼみシリーズ、全1巻）
- ザッドランナー（『月刊コミック@バンチ』2011年1月号 - 2013年2月号 、BUNCH COMICS、全4巻）
- フルメタル・パニック! 0-zero-（『月刊ドラゴンエイジ』2013年1月号 - 、ドラゴンコミックスエイジ、既刊5巻）
- アトム ザ・ビギニング（『月刊ヒーローズ』2015年1月号 - 、ヒーローズコミックス、既刊23巻）
- エアドラ（「コミプレ-Comiplex-」2022年6月24日[1] -2022年9月、ヒーローズコミックス、全1巻 ） - 短期集中連載[1]

### 未単行本化作品（コミック）
- メカキッド大作戦（『3年の科学』1993年4月号 - 1994年3月号、読者参加企画）
  - カサハラテツローの漫画家としてのデビュー作。
- サーゴの大ぼうけん（『3年の科学』1994年4月号 - 1995年3月号、読者参加企画）
- コスモタクシー（『3年の科学』1995年4月号 - 1996年3月号、読者参加企画）
- ダイモン・サーガ（『3年の科学』1996年4月号 - 1997年3月号、読者参加企画）
- ばくはつトリオショー（『3年の科学』1998年4月号 - 1999年3月号、読者参加企画）
- うさぎ山のひみつ（『3年の科学』1999年4月号 - 2000年3月号）
- クロノスの迷宮（『3年の科学』2000年4月号 - 2001年3月号）
- 教室のワラシ（『4年の科学』1994年4月号 - 1995年3月号）
- みらくるミルダ（『4年の科学』2001年4月号 - 2002年3月号）
- ふしぎの森のマルシュ（『4年の科学』2003年4月号 - 2004年3月号）
- はるかな星のミント（『5年の科学』1995年4月号 - 1996年3月号）
- トリオDEかいけつ（『4年の学習』1996年4月号 - 1998年3月号）
- WORM'S PLANET（『コミックバーズ』2001年4月号 ）
- おにつぼ（『増刊コミックバンチ』蒼天の拳トリビュート号(2006年12月8日発売)）
- さっちゃんとママ（毎日こどもしんぶん）
- 未来珍道中トリジ&スモベェ（毎日中学生新聞）
- 無人惑星サヴァイヴ

元々アニメ作品である『無人惑星サヴァイヴ』のコミカライズ版だが、諸事情により発行中止となった。このことは、本人のサイト上の日記にて公表された。無人惑星サヴァイヴ#コミック版も参照。
- ルトラの書店員（『ジャンプ改』 読み切り版2012年2月10日号/2014年3月号 − 2014年4月号）

### その他（挿絵・イラスト）
- カキクケコ-めいろなぞなぞまちがいさがし ゲームでがくしゅう（このみひかる著、鈴木出版、1998年）
- 空想科学論争!（柳田理科雄・円道祥之著、扶桑社、1999年）
- アイデア室内あそび160（日本レクリエーション協会著、学習研究社、2000年）
- 竜の谷のひみつ（大庭桂著、旺文社創作児童文学、2000年）
- プラトニックチェーン〜Selected Stories Vol.3（渡辺浩弐原著、アンソロジー、スクウェア・エニックス、2005年）
- すすめ!ロボットボーイ（中松まるは著、講談社青い鳥文庫、2006年）
- 武装神姫 EXウェポンセット ヴァッフェバニー・ヴァッフェドルフィン（コナミ、2006年・2007年） - キャラクターデザイン
- 秘密図書委員 ヨム!（ブックスパイ ヨム!）（杉山亮著、学習研究社、2007年）
- RIDEBACK -キャノンボール・ラン-（陸凡鳥著、ガガガ文庫、2009年）
- テレビアニメ ダンス イン ザ ヴァンパイアバンド（2010年） - 第8話エンドカード
- ロンゴマックス（『beポンキッキーズ』コーナーアニメ、BSフジ、2012年） - キャラクターデザイン
- 臨機巧緻のディープ・ブルー（小川一水著、朝日ノベルズ、2013年）